# زوجة الساحر (رواية)
زوجة الساحر (بالإنجليزية: The Magician's Wife)‏ هي رواية للكاتب الكندي برايان مور، نشرت عام 1997، عن دار نشر كنوبف في الولايات المتحدة، وبلومزبري في المملكة المتحدة وداتون في الولايات المتحدة. 